# 히가시아즈마역
히가시아즈마역(일본어: 東あずま駅)은 일본 도쿄도 스미다구에 있는 도부 철도 가메이도 선 역이다. 역 번호는 TS 42이다.

## 역사
- 1928년 4월 15일: 히라이 가도 역 영업 개시.
- 1945년 5월 20일: 히라이 가도 역 폐지.
- 1956년 5월 20일: 히가시아즈마역으로 재개업.

## 역 구조
상대식 승강장 2면 2선의 지상역이다. 역사는 가메이도 방향 승강장의 가메이도스이진 방향에 있고 각 플랫폼 사이의 연결은 구내 건널목을 경유한다.

### 승강장
| 번호 | 노선                 | 방향 | 행선          |
| ---- | -------------------- | ---- | ------------- |
| 1    | 도부 스카이트리 라인 | 하행 | 히키후네 방면 |
| 2    | 도부 스카이트리 라인 | 상행 | 가메이도 방면 |

## 역 주변
- 구라마에바시도리
- 히가시아즈마 공원
- 스미다 구립 히가시아즈마 초등학교
- 도쿄 도립 다치바나 고등학교
- 다치바나 1초메 단지
- 스미다 다치바나 단지 내 우체국

## 인접역
| 도부 철도 가메이도 선              | 도부 철도 가메이도 선 | 도부 철도 가메이도 선        |
| ---------------------------------- | --------------------- | ---------------------------- |
| TS 43 가메이도스이진 가메이도 방면 |                       | 오무라이 TS 41 히키후네 방면 |